# Brachylia nigeriae
Brachylia nigeriae is een vlinder uit de familie van de Houtboorders (Cossidae). De wetenschappelijke naam van deze soort is voor het eerst gepubliceerd in 1915 door George Thomas Bethune-Baker.
De soort komt voor in Nigeria.